# Municipio de Osceola (condado de Camden)
El municipio de Osceola (en inglés: Osceola Township) es un municipio ubicado en el condado de Camden en el estado estadounidense de Misuri. En el año 2010 tenía una población de 2663 habitantes y una densidad poblacional de 74,82 personas por km².

## Geografía
El municipio de Osceola se encuentra ubicado en las coordenadas 38°2′49″N 92°45′39″O / 38.04694, -92.76083. Según la Oficina del Censo de los Estados Unidos, el municipio tiene una superficie total de 35.59 km², de la cual 32,33 km² corresponden a tierra firme y (9,17 %) 3,26 km² es agua.

## Demografía
Según el censo de 2010, había 2663 personas residiendo en el municipio de Osceola. La densidad de población era de 74,82 hab./km². De los 2663 habitantes, el municipio de Osceola estaba compuesto por el 96,62 % blancos, el 0,41 % eran afroamericanos, el 0,75 % eran amerindios, el 0,79 % eran asiáticos, el 0,45 % eran de otras razas y el 0,98 % eran de una mezcla de razas. Del total de la población el 2,7 % eran hispanos o latinos de cualquier raza.